# Chamberga (prenda)
La chamberga fue una casaca ancha que llegaba más abajo de las rodillas con grandes mangas y vueltas del forro sobre la tela. Se llamó chamberga porque la trajo a España el mariscal Federico de Schomber. 
El mismo nombre se dio a un regimiento formado en Madrid durante la minoría de edad de Carlos II por usar sus oficiales y soldados la chamberga.